# Бріанна Віст
Бріанна Вест (11 жовтня 1992) – сучасна американська письменниця, авторка книжок з дієвими психологічними практиками, що стали світовими бестселерами. Її книги «101 есе, яке змінить ваш спосіб мислення», «Тією горою є ви», «Переломний рік» та інші перекладені більше ніж на сорок мов.

## Біографія
Бріанна Вест народилася 11 жовтня 1992 року в Нью-Йорку, США. Виросла в штаті Пенсільванія. Освіту здобула в Елізабеттаун коледжі (Elizabethtown College). У 2013 році письменниця отримала в університеті ступінь фахового письменника. Під час навчання працювала редактором університетської газети. Бріанна Вест публікувала статті на різних онлайн-платформах: Thought Catalog і Huffington Post, але насправді хотіла працювати у видавництві. Після успіху перших публікацій авторка побачила, що вона може давати іншим людям слушні життєві поради. Пізніші статті Вест стосувалися контролю та структури особистого життя. У 2017 році письменниця випустила першу книгу поезій під назвою «Солона вода».

## Творчість
На творчість Б. Вест найбільше вплинула книга есе американської письменниці Шеріл Стрейд, яка мала назву «Маленькі красиві речі». Авторка відзначала, що ця книга навчила її думати так, як здорова доросла людина. Також велике враження на письменницю справила книга американського підприємця та автора бізнес-літератури Раяна Голідея  The Obstacle Is the Way. Це видання допомогло сприймати проблеми як можливості. 
Місцем, яке сформувало творчий потенціал письменниці, є Італія. Рим вона називає своїм духовним центром, який дарує легкість і вчить радіти життю. Авторка неодноразово говорила про те, що вона не шукає натхнення, а генерує його сама, просто для цього потрібно навчитися використовувати свій потенціал.
Працюючи журналістом, Б. Віст писала для відомих видань – Forbes і Teen Vogue. Підсумовуючи отриманий досвід, авторка почала ділитися своїми особистими роздумами, отриманими за роки самодослідження та практики медитації. Її роботи поширювалися по всьому світу, їх прочитали мільйони людей. 
Своїми книгами, есе та ідеям, які спонукають до роздумів, Бріанна Віст допомагає читачам вирушити на шлях самосприйняття, внутрішнього зцілення та особистого розвитку, а також протистояти самосаботажу. Так починається внутрішнє зростання. У своїх глибоких, орієнтованих на практику текстах авторка дає цінну інформацію про саморефлексію, емоційне зцілення та подолання негативних моделей мислення. Вона пропонує дієві інструменти для розвитку справжньої внутрішньої сили.